# Microlicia hatschbachii
Microlicia hatschbachii är en tvåhjärtbladig växtart som beskrevs av John Julius Wurdack. Microlicia hatschbachii ingår i släktet Microlicia och familjen Melastomataceae. Inga underarter finns listade i Catalogue of Life.